# طواف كومانو
طواف كومانو (بالإنجليزية: Tour de Kumano)‏ هو سباق دراجات هوائية،  من صنف سباق الدراجات ‏،  بدأ في 2006 في اليابان.

## تاريخ

### قائمة الفائزين
| السنة | الفائز                | الثاني                     | الثالث                   |                 |
| ----- | --------------------- | -------------------------- | ------------------------ | --------------- |
| 2006  | Tomoya Kano ‏          | Shinri Suzuki ‏             | كازويا أوكازاكي          |                 |
| 2007  | كازوهيرو موري         | Shinri Suzuki ‏             | Yoshimitsu Tsuji ‏        |                 |
| 2008  | Miyataka Shimizu ‏     | ساتوشي هايروز              | يوكيا أراشيرو            |                 |
| 2009  | Valentin Iglinsky ‏    | Shinri Suzuki ‏             | Dmitry Fofonov ‏          |                 |
| 2010  | Andrey Mizurov ‏       | تاكاشي ميازاوا             | Shinichi Fukushima ‏      |                 |
| 2011  | Fortunato Baliani ‏    | ميغيل أنخيل روبيانو        | Taiji Nishitani ‏         |                 |
| 2012  | Fortunato Baliani ‏    | خوليان أريدوندو            | توماس لباس               |                 |
| 2013  | خوليان أريدوندو       | Fortunato Baliani ‏         | ناثان ايرل               |                 |
| 2014  | فرانسيسكو مانسبو      | José Vicente Toribio ‏      | كاميرون بايلي            |                 |
| 2015  | بنجامين براديس        | Ilya Gorodnichev ‏          | داميان منير              |                 |
| 2016  | Óscar Pujol ‏          | بنجامين براديس             | توماس لباس               |                 |
| 2017  | José Vicente Toribio ‏ | Óscar Pujol ‏               | ماركوس غارسيا            |                 |
| 2018  | Marc de Maar ‏         | بنيامين ديبول              | بنجامين براديس           |                 |
| 2019  | Orluis Aular ‏         | Atsushi Oka ‏               | يوسف رقيقي               |                 |
| 2020  | تم إلغاء السباق       | تم إلغاء السباق            | تم إلغاء السباق          | تم إلغاء السباق |
| 2021  | تم إلغاء السباق       | تم إلغاء السباق            | تم إلغاء السباق          | تم إلغاء السباق |
| 2022  | ناثان ايرل            | Shoi Matsuda ‏              | مارينو كوباياشي          |                 |
| 2023  | Atsushi Oka ‏          | Masaki Yamamoto (cyclist) ‏ | Sainbayaryn Jambaljamts ‏ |                 |

## وصلات خارجية
- الموقع الرسمي
- لمحة عن سباق طواف كومانو على موقع  ProCyclingStats   (برو  سايكلنج  ستاتس) - إحصاءات  محترفي  الدراجات.

- طواف كومانو على موقع إحصائيات الدراجات الإحترافية (الإنجليزية)